# Henric al II-lea de Brabant
Henric al II-lea de Brabant (n. 1207 – d. 1 februarie 1248, Leuven) a fost duce de Brabant și de Lothier din 1235.
Henric a fost fiul ducelui Henric I de Brabant și al soției sale, Matilda de Brabant (Matilda de Flandra). În 1235 Henric a devenit duce după moartea tatălui său.
A acordat sprijin lui Willem al II-lea de Olanda, fiul surorii sale, Matilda, în candidatura la alegerea noului împărat romano-german.

## Căsătorie și descendenți
Prima căsătorie a lui Henric a fost cu Maria de Hohenstaufen (n. 3 aprilie 1201–d. 1235, Leuven), fiica fostului rege romano-german Filip de Suabia cu soția sa, Irina Angelina. Ei au avut șase copii:
1. Henric al III-lea de Brabant (d. 1261), l-a succedat pe tatăl său în Ducatul de Brabant;
2. Filip, a murit tânăr;
3. Matilda de Artois (n. 1224 – d. 29 septembrie 1288), căsătorită cu:
  - Robert I of Artois, în Compiègne la 14 iunie 1237;
  - Guy al II-lea de Châtillon, conte de Saint-Pol, înainte de 31 mai 1254;
4. Beatrice (n. 1225 – d. 11 noiembrie 1288), căsătorită cu:
  - Henric Raspe, landgraf de Turingia, la Kreuzburg în 10 martie 1241;
  - Guillaume al III-lea de Dampierre, conte de Flandra (n. 1224 – d. 6 iunie 1251), la Leuven în noiembrie 1247;
5. Maria (n.c. 1226 – d. 18 ianuarie 1256, Donauwörth), căsătorită cu ducele Ludovic al II-lea de Bavaria, duce de Bavaria Superioară; a fost decapitată la ordinul soțului ei, fiind acuzată de infidelitate;
6. Margareta (d. 14 martie 1277), abatesă în Mănăstirea din Herzogenthal.

Cea de-a doua căsătorie a lui Henric al II-lea a fost cu Sofia de Turingia (n. 20 martie 1224 – d. 29 mai 1275), fiică a landgrafului Ludovic al IV-lea de Turingia cu Elisabeta de Ungaria, căsătorie din care au rezultat doi copii:
1. Henric (n. 1244–d. 1308), numit landgraf de Hessa în 1264;
2. Elisabeta (n. 1243 – d. 9 octombrie 1261).